# تلمبه رحمان
تلمبه رحمان یک منطقهٔ مسکونی در ایران است که در دهستان قره‌بلاغ (فسا) واقع شده‌است.